# Syn Růžového pantera
Syn Růžového pantera je komediální film z roku 1993. Jedná se o pokračování filmové série Růžový panter. Režíroval ho Blake Edwards a v hlavní roli nemanželského syna inspektora Clouseaua se představil Roberto Benigni. Dále se v tomto filmu objevují Herbert Lom, Burt Kwouk a Graham Stark a hvězda původního filmu z roku 1963, Claudia Cardinale. Jednalo se o poslední film původní filmové série Růžový panter (která začala původním filmem z roku 1963) a zároveň o poslední film režiséra Blakea Edwardse i skladatele Henryho Manciniho; Mancini zemřel 14. června 1994 a Edwards odešel do filmového důchodu o rok později.

## Děj
Princezna Yasmin z Lugaše (Debrah Farentino) je unesena ve francouzských teritoriálních vodách u pobřeží Nice teroristy vedenými žoldákem Hansem (Robert Davi), aby donutili jejího otce k abdikaci a umožnili jí získat milence zneuznané macechy, vojenskému generálovi s teroristickými vazbami na nepřátelské sousední království, aby se zmocnil trůnu. Policejní komisař Dreyfus (Herbert Lom) je pověřen vyřešením případu unesené princezny. Při vyšetřování jejího zmizení na jihu Francie se dostane do střetu s únosci a místním četníkem Jacquesem Gambrellim (Roberto Benigni). Gambrelli otevře zadní dveře únoscovy dodávky a cestou do nemocnice nevědomky spatří princeznu, o níž se domnívá, že je řidičovou sestrou.
Hans se dozví, že Gambrelli byl svědkem únosu princezny v zadní části dodávky, a pošle své nohsledy, aby Gambrelliho rutinně zabili. Dreyfus sleduje Gambrelliho do nemocnice, kde pozoruje neohrabané Gambrelliho dovádění s klopýtáním i uvíznutí jeho kola v mokrém cementovém chodníku před nemocnicí. Když přijedou Hansovi pohůnci a pronásledují Gambrelliho na kole, Dreyfus zasáhne a nemotorného policistu zachrání. Poté odveze Gambrelliho k sobě domů, kde žije se svou matkou Marií (Claudia Cardinale), kterou Dreyfus pozná jako podezřelou z případu vraždy před 30 lety. Během náhodného setkání s Marií se od ní Dreyfus dozví, že Gambrelli je ve skutečnosti nemanželským synem zesnulého inspektora Jacquese Clouseaua. Když se Hansovi muži pokusí pod Gambrelliho dům nastražit bombu, vede to k tomu, že Dreyfus je místo toho zraněn a poslán do nemocnice.
Když se Maria rozhodne zůstat vedle zraněného Dreyfuse v nemocnici, aby viděla, jak se zotavuje, oba mu prozradí Gambrelliho původ jako jediného známého potomka zesnulého inspektora Clouseaua. Gambrelli se nakonec rozhodne vydat na cestu za záchranou princezny Yasmin a dokázat, že je skutečným dědicem a odkazem svého otce. Gambrelli pozná v nemocnici jednoho z Hansových poskoků, který se ptá na lékaře pro Hanse, jenž je zraněn poté, co se Yasmin pokusila o útěk. Vydávaje se za lékaře, získá Gambrelli přístup do Hansova úkrytu a neobratně se pokusí zraněného Hanse ošetřit. Jacques se omylem píchne do tváře jehlou naplněnou novokainem a nechá se zavřít i s princeznou.
Hans se rozhodne přestěhovat svůj úkryt z Francie do Lugaše a pošle své muže, aby Gambrelliho zabili tak, že ho naloží do dodávky a sjedou s ní po strmé cestě ze skály, ale Gambrellimu se podaří uniknout. Gambrelli hledá pomoc, vydává se do Paříže, aby vyhledal Clouseauovy staré přátele, a brzy se setkává s bývalým sluhou svého zesnulého otce Cato Fongem (Burt Kwouk), který ho nasměruje k bývalému kostymérovi inspektora Clouseaua profesoru Augustu Ballsovi (Graham Stark), aby jim pomohl s výrobou nových převleků, v nichž se vydají do Lugaše zachránit princeznu Yasmin. Gambrelli a Cato odlétají do Lugaše, kde se v místní restauraci setkávají s vládním agentem, který jim ukáže místo Hansova nového úkrytu.
Při sledování lugašskou armádou a také Catem se Gambrelli vydává na hrad ležící mimo hlavní město Lugaše, kde ve vrcholné přestřelce získá Gambrelli s pomocí armády přístup do hradu a po střetu s Hansem a jeho nohsledy je s malou Catovou pomocí porazí a zachrání princeznu Yasmin.
Po návratu do Francie je Gambrelli povýšen na detektiva a přechází k pařížskému metru jako řádný policejní inspektor. Zúčastní se svatby Marie a Dreyfuse, kteří se během společného pobytu zasnoubili, zatímco Dreyfus se zotavoval v nemocnici. Během hostiny je Dreyfus nepříjemně šokován, když se objeví Gambrelliho sestra-dvojče Jacqueline Gambrelliová (Nicoletta Braschiová), která se ukáže být stejně nešikovná a hloupá jako její bratr, protože Maria Dreyfusovi sdělí, že ve skutečnosti má dvojčata z někdejšího pokusu s inspektorem Clouseauem.
V závěrečné scéně se inspektor Gambrelli účastní slavnostního ceremoniálu v Lugaši za účasti krále Haroaka a princezny Yasmin, kteří mu udělí zvláštní medaili za záchranu Yasmin, které se účastní Maria, Dreyfus, Cato, profesor Balls a Jacqueline Gambrelli, kde jeho nemotorné výstupy narušují průběh slavnosti stejně jako výstupy jeho otce inspektora Clouseaua v předchozích filmech o Růžovém panterovi. Gambrelli uzavírá film slovy: "To bylo fajn!" Následuje obraz Gambrelliho, který zamrzne, když animovaný Růžový panter přechází po nehybném Jacquese, až animovaný Gambrelli náhle usekne hlavu živému Gambrellimu a vyskočí z díry, přičemž hlava spadne na panterovu nohu. Gambrelli z něj opět udělal hlupáka a rozzuřený Panter ho pronásleduje do mizející tmy, čímž původní série filmů o Růžovém panterovi končí.

## Herecké obsazení
- Roberto Benigni jako četník Jacques Gambrelli
- Herbert Lom jako komisař Charles Dreyfus
- Claudia Cardinale jako Maria
- Debrah Farentino jako princezna Yasmin
- Jennifer Edwards jako Yussa
- Robert Davi jako Hans Zarba
- Mark Schneider jako Arnon
- Burt Kwouk jako Cato Fong
- Mike Starr jako Hanif
- Kenny Spalding jako Garth
- Anton Rodgers jako Náčelník Lazar
- Graham Stark jako profesor Auguste Balls
- Oliver Cotton jako král Haroak
- Shabana Azmi jako královna
- Aharon Ipalé jako gen. Jaffar
- Dermot Crowley jako seržant Duval
- Liz Smith jako Marta Balls

Poznámka: Claudia Cardinale hrála princeznu v původním filmu Pink Panther. Zde se vrací jako Maria Gambrelli, roli, kterou původně hrála Elke Sommer ve filmu A Shot in the Dark.

## Produkce
Toto byl první film Růžový panter po deseti letech, po dvou neúspěšných pokusech o pokračování série po smrti Petera Sellerse, který byl původním představitelem postavy Clouseaua. Původně se uvažovalo o obnovení série a v plánu bylo, že Roberto Benigni- populární italský komik, který byl v Americe teprve objeven - bude pokračovat tam, kde Sellers skončil.[zdroj?] Benigni však nebyl Edwardsovou první volbou pro tuto roli. Na chvíli byl s ním spojen Kevin Kline.[zdroj?] Byl fanouškem seriálu a Edwardsova práce se mu líbila, ale po přečtení scénáře se rozhodl, že projekt prostě nebude fungovat. Kline a Edwards měli společně pracovat na projektu s názvem Štěstí (nejednalo se o Edwardsův scénář), který William Morris zabalil jako náhradní projekt pro tuto dvojici, ale po propadu tohoto filmu projekt vyšuměl. Kline si později zahrál Dreyfuse také v remaku z roku 2006 a původně se o něm uvažovalo i pro roli Clouseaua.[zdroj?]
Rowan Atkinson dostal také nabídku, ale odmítl (jeho hvězda v následujícím desetiletí od doby, kdy mu byla nabídnuta role Prokletí Růžového pantera, značně stoupla).[zdroj?] Atkinson měl Sellersovu práci a filmy o Panterovi rád, ale byl si jistý, že Sellerse nikdo nenahradí. Další volbou pro obsazení Clouseauova syna byl Gérard Depardieu, který byl oznámen v obchodech.[zdroj?] Když Giancarlo Parretti převzal kontrolu nad Metro-Goldwyn-Mayer, MGM-Pathé Communications stáhla financování projektu a Edwards zažaloval studio u Los Angeles County Superior Court. Když se na palubu dostal Alan Ladd, Jr., MGM se s Edwardsem mimosoudně dohodlo. Ladd dal filmu zelenou, ale Depardieu nyní natáčel film Ridleyho Scotta 1492: Dobytí ráje a nebyl již k dispozici. Po kontroverzi ohledně jeho výroků o znásilnění před americkou novinářkou si MGM také rozmýšlelo, zda se Depardieu hodí do rodinného komediálního seriálu.[zdroj?]
Edwards pak chtěl Roberta Benigniho po zhlédnutí Down by Law a Johnny Stecchino. Zatímco se Benigni rozmýšlel nad scénářem, Tim Curry byl ponechán v záloze jako potenciální náhradník.[zdroj?] Bronson Pinchot chtěl roli, ale MGM ho odmítlo (pravděpodobně proto, že film Svalte to na zvoníka propadl).[zdroj?] Existuje raná koncepční kresba pro divadelní plakát, na které je Curryho kníratý a kudrnatý Gambrelli v kreslené podobě (v kočárku, který by zdědila Benigniho kreslená vizáž).[zdroj?] Curry se o své touze po roli rozpovídal i v tisku.
Zajištění Benigniho na konci roku 1991 našlo filmu tolik potřebné financování třetí stranou od Aurelia De Laurentiise. (Dinův synovec). Rozpočet filmu ve výši 28 milionů dolarů pocházel částečně od MGM (tehdy pod vedením Alana Ladda Jr.) a s 13,8 miliony dolarů od společnosti Aurelia De Laurentiise, Filmauro. Natáčení začalo 8. června 1992 v Saint-Paul-de-Vence a produkce skončila o čtyři měsíce později a probíhala ve studiích Pinewood a v Jordánsku. Během závěrečné bitvy ve filmu hráli vojáky skuteční Jordanian Special Operation Forces výsadkáři. Kroyer Films vytvořil animovanou postavu Růžového pantera a animovanou postavu Clouseaua Jr. v hrané sekvenci pro úvod. Náklady na úvodní sekvenci Růžového pantera se odhadují na 1 milion dolarů.

## Soundtrack
Možná příhodně se jednalo o poslední film, ke kterému složil hudbu Henry Mancini (v úvodních titulcích se objevuje sám, když předává svou taktovku Panterovi, který diriguje filmovou variaci Theme). Soundtrackové album vydalo vydavatelství Milan Records.
1. The Pink Panther Theme - aranžoval a nazpíval Bobby McFerrin. (3:10)
2. Son of the Pink Panther (1:33)
3. The Snatch (2:22)
4. God Bless Clouseau - hudba Henry Mancini, text Leslie Bricusse. (2:01)
5. Samba de Jacques (2:24)
6. The Gambrelli Theme (2:23)
7. The Bike Chase (1:52)
8. The Dreamy Princess (3:58)
9. Riot at Omar's (2:40)
10. Mama and Dreyfus (1:43)
11. Rendez-vous with Cato (1:(1:53)
12. The King's Palace (1:47)
13. The Showdown (3:31)
14. The Pink Panther Theme (tenor sax solo: Phil Todd) (4:18)

## Recepce
Son of the Pink Panther strašlivě neuspěl u kritiky ani komerčně. Radio Times Guide to Films udělil filmu pouze jednu hvězdičku z pěti. Na agregátoru recenzí Rotten Tomatoes má film na základě 34 recenzí hodnocení 6 s průměrnou známkou 3,40/10. Shoda na webu zní: "Roberto Benigni je nepopiratelně nadaný fyzický komik, ale [film] zrazuje jeho energické úsilí bolestně nevtipným scénářem." Na Metacritic má film na základě hodnocení 19 kritiků 33 bodů ze 100, což znamená "obecně nepříznivé hodnocení". Diváci dotazovaní CinemaScore udělili filmu známku "C " na stupnici od A do F. Benigniho drsný výkon ve filmu mu vynesl nominaci na Razzie Award v kategorii Nejhorší nová hvězda. Samotný film byl považován za nejbrutálnějšího Razzie nominanta.
Při svém uvedení ve Spojených státech a Kanadě vydělal pouze 2,4 milionu dolarů.V Itálii se však film stal hitem s výdělkem 18 milionů dolarů a stal se nejvýdělečnějším italským blockbusterem vůbec, přestože všude jinde krutě propadl.
Před uvedením filmu do kin Adams potvrdil, že společně s MGM plánuje vydat další pokračování filmu, v němž si Benigni zopakuje roli Gambrelliho. Ty byly kvůli špatnému přijetí filmu zrušeny. V roce 1996 společnost MGM oslovila Robina Williamse a Jima Carreyho s nabídkou na natočení seriálu. V roce 1997 MGM uzavřela s Edwardsem dohodu o rebootu (což umožnilo pokračovat ve filmu bez jeho účasti). Série byla restartována v roce 2006 uvedením filmu Růžový panter s Stevem Martinem v roli inspektora Jacquese Clouseaua a Kevinem Klinem. (dříve zvažovaný pro roli Clouseaua) jako Charles Dreyfus. V Růžový panter 2 Klinea v roli Dreyfuse nahradil John Cleese.
Tento film je posledním filmem původní iterace série Růžový panter. Jedná se o poslední film, který režíroval Edwards, který se také podílel na scénáři a produkci všech předchozích filmů o Růžovém panterovi s výjimkou Inspector Clouseau. Je to také poslední film, ke kterému složil hudbu Henry Mancini.